# Bette Midler
Pour les articles homonymes, voir Midler.
Bette Midler, née le 1er décembre 1945 à Honolulu, à Hawaï (États-Unis), est une actrice, chanteuse et humoriste américaine.
Elle est surnommée The Divine Miss M.
Elle a été à l'affiche de films comme The Rose, Y a-t-il quelqu'un pour tuer ma femme ?, Le Clochard de Beverly Hills et For the Boys. En plus de quarante ans de carrière, Bette Midler a été nommée deux fois aux Oscars et a remporté quatre Grammy Awards, quatre Golden Globes, trois Emmy Awards, un Special Tony Award et un Tony Award de la Meilleure actrice dans une comédie musicale pour Hello Dolly.
En outre, elle a vendu plus de 30 millions d'albums dans le monde entier.

## Biographie

### Jeunesse
Bette Midler passe son enfance à Honolulu, Hawaï. Sa famille appartenait à la très petite communauté juive parmi une très grande majorité d'habitants d'origine asiatique.
Son prénom « Bette » lui vient de sa mère, grande cinéphile, en hommage à Bette Davis : d'ailleurs les trois enfants reçoivent les noms des étoiles d'Hollywood de l'époque. Jusqu'à l'âge de treize ans, il lui est interdit de regarder la télévision et son éducation est très stricte.

### Vie privée
Elle est mariée depuis 1984 à Martin von Haselberg. Le couple a une fille, Sophie von Haselberg, née en 1986.

## Carrière

### 1965 - 1969: les débuts
À l'été 1965, Midler se rend à New York, utilisant l'argent qu'elle a gagné pour avoir participé à un film intitulé Hawaii. Elle joue, la même année, dans deux pièces de théâtre : Miss Nefertiti Regrets et Cinderella Revisited. De 1966 à 1969, elle interprète le rôle de Tzeitel dans le spectacle Un violon sur le toit : elle participera à la tournée nationale et rejoint ensuite Broadway.

### 1971-1978: premiers albums
Au début des années 1970, Midler est engagée pour jouer au « Continental Baths », un sauna de la ville de New York. Son succès est tel que depuis cette époque, on l'évoque sous le titre de « The Divine Miss M ». Elle continue à se produire dans des clubs et des cafétérias. En 1972 elle signe un contrat avec Atlantic Records : en novembre son premier album,The Divine Miss M, est enregistré en studio. Il se hisse à la neuvième place du Billboard 200 des disques les plus vendus et est récompensé d'un « disque de platine » par la Recording Industry Association of America. Sur cet enregistrement, on retrouve « Do You Want To Dance? », « Friends » et « Boogie Woogie Bugle Boy » sur la liste du top 40 du Billboard Hot 100. La chanteuse reçoit le Grammy Award de la « meilleure nouvelle artiste ». L'année suivante paraît l'album intitulé Bette Midler : il est composé de chansons choisies dans le répertoire d'artistes comme Bob Dylan ou Glenn Miller. Ce disque sera classé à la sixième place du Billboard Hot 100  et sera « disque d'or » selon les critères de la RIAA.
En 1974, elle reçoit le Tony Award pour sa participation à Broadway au spectacle Clams on the Half Shell Revue. Puis en 1976 c'est le programme de télévision The Bette Midler Show de la chaîne HBO, et en 1977 le Bette Midler : Ol'Red Hair is Back de la NBC. Cette dernière émission lui permet de recevoir un « Primetime Emmy » dans la catégorie « Meilleur programme spécial de musique, de comédie ou de variété ». Parallèlement elle incarne le rôle de Woody dans la série télévisée Vegetable Soup (1975-1978) du canal PBS. Elle participe aussi à des programmes tels que The Sonny & Cher Comedy Hour et Saturday Night Live. De 1975 à 1977, elle a une histoire d'amour avec le chanteur Tom Waits.

### 1979-1985: The Rose et le cinéma
Bette Midler fait ses débuts d'actrice en 1979, dans le film The Rose qui reçoit un accueil favorable des critiques et du public. Elle interprète une chanteuse de rock, dont la vie fait écho à celle de Janis Joplin : ce rôle lui vaut sa première nomination aux Oscars dans la catégorie Meilleure actrice. Ensuite elle gagne deux Golden Globes dans les catégories Nouvelle star de l'année et Meilleure actrice- comédie ou film musical. La bande sonore du film atteint la douzième place du Billboard 200 et l'année suivante elle décroche un Grammy pour la « Meilleure interprétation vocale pop féminine ».
Au milieu de 1980, sort le long-métrage de Michael Ritchie, Divine Madness, documentaire sur une série de concerts donnés par Midler en 1979 à Pasadena, Californie. Elle est de nouveau nommée pour le Golden Globe dans la catégorie « Meilleure actrice - comédie ou film musical ». Le disque homonyme est couronné « disque de platine» par la RIAA. Par contre, le film suivant Jinxed!, en 1982, est un échec commercial.
En 1983 sort son sixième album studio : No Frills qui est mieux apprécié en Europe. Il est composé de nouvelles versions de chansons folk, rock et new wave. Une tournée de concerts est mise sur pied : le De Tour (1983-1984) qui sera suivie par six années de silence musical.

### 1986-1989: succès cinématographiques et retours sur la scène musicale
En 1986 elle participe à deux films : la comédie Ruthless People dirigée par David Zucker et Jim Abrahams, avec Judge Reinhold, Danny DeVito et Helen Slater. Ensuite le film Le Clochard de Beverly Hills, réalisé par Paul Mazursky avec Nick Nolte, Richard Dreyfuss, Tracy Nelson et Elizabeth Pena. Elle est une nouvelle fois nommée comme meilleure actrice de comédie ou de film musical. En 1988, Bette prête sa voix à Georgette la caniche dans le dessin animé Oliver et Compagnie. Elle remporte la même année un grand succès avec le film Beaches dans lequel elle interprète la chanson Wind Beneath My Wings, l'un des plus grands succès de sa carrière musicale, pour lequel elle obtient un Grammy.

### 1990-1999:For The Boyset succès musical et télévisuel
En 1990, Midler sort un nouvel album intitulé Some People's Lives: son seul album-studio en sept ans. C'est un succès commercial : plus de deux millions de disques vendus et un très bon classement au Billboard 200 et au UK Albums Chart (respectivement classé sixième et cinquième).
En 1991, elle remporte un nouveau Grammy grâce à la chanson « From a Distance » contenue dans l'album Some People's Lives. Elle participe au film musical For the Boys de Mark Rydell aux côtés de James Caan et de George Segal : cela lui vaut sa seconde nomination aux Oscars dans la catégorie meilleure actrice et remporte le Golden Globe de la meilleure actrice de comédie ou de film musical.
L'année suivante, elle est l'invitée du programme The Tonight Show; à cette occasion elle interprète un chant d'adieu à Johnny Carson, qui abandonne cette émission populaire. En 1993, elle participe au téléfilm Gypsy sous la direction d'Emile Ardolino, avec Cynthia Gibb et Peter Riegert : le thème est repris de la comédie musicale de Broadway. Elle reçoit un Golden Globe comme meilleure actrice de mini-série ou de téléfilm ; elle est aussi nommée pour un Emmy dans la catégorie « Meilleure actrice - mini-série ou téléfilm »;
En 1995, elle sort l'album intitulé Bette of Roses, mélange de chansons folk, rock et country ; c'est le dernier disque qu'elle publiera chez Atlantic Records. Elle s'entoure de Arif Martin, Marc Mann, Robbie Buchanan, Robbie Kondor, Steve Skinner et Bonnie Hayes. Ce disque est un succès commercial attesté par un « disque de platine » décerné par la RIAA.
En 1996, elle joue dans The First Wives Club aux côtés de Goldie Hawn et Diane Keaton.

### 2000-2005: échecs commerciaux et retour à la musique
L'année 2000, Midler joue dans trois films : la comédie What Women Want aux côtés de Mel Gibson et d'Helen Hunt, ensuite Isn't She Great avec Nathan Lane, Stockard Channing et David Hyde Pierce, enfin le film Drowning Mona de Nick Gomez avec Danny DeVito, Neve Campbell et Jamie Lee Curtis. Les deux derniers longs-métrages sont très critiqués et sont des échecs commerciaux. L'émission Bette connaît à ses débuts un succès d'audience : seront invités des stars comme Oprah Winfrey, Dolly Parton, Danny DeVito, George Segal, Brenda Song, Tim Curry, David James Elliott, Olivia Newton-John, Lindsay Lohan et Jon Lovitz. Très vite le nombre de téléspectateurs va diminuer, amenant CBS à supprimer l'émission. Cependant ce programme lui vaudra une nomination aux Golden Globes dans la catégorie « Meilleure actrice de série télévisée- Comédie » et de remporter la récompense People's Choice en tant qu'« interprète favorite d'une nouvelle série télévisée ». En même temps sort l'album de studio Bette qui est un échec commercial.
En 2003, elle signe un contrat avec Columbia Records et sort un album en hommage à Rosemary Clooney : Bette Midler Sings the Rosemary Clooney Songbook. C'est un succès commercial aux États-Unis : l'album se hisse à la 14e place du Billboard 200 et sera reconnu comme « disque d'or » par la RIAA. Sa promotion est assurée par la tournée américaine et australienne Kiss. Un hommage à Peggy Lee sort en 2005 : Bette Midler Sings the Peggy Lee Songbook. À nouveau, c'est un succès commercial non seulement aux États-Unis mais aussi en Europe. On retrouve l'album dans les premières places du Billboard 200, du Swedish Album Chart et de l'Official Albums Chart britannique.

### Depuis 2006
Fin 2006, elle enregistre l'album Cool Yule, bien accueilli par la critique et nommé aux Grammy en tant que Meilleur album de pop traditionnelle. L'album rentre dans la liste « top 40 » du Billboard Top Holiday Albums, Billboard Digital Album et Billboard 200. L'année suivante, c'est Jackpot: The Best Bette, succès sur le marché anglo-saxon : il arrive en sixième place des albums les plus vendus au Royaume-Uni.
Fin 2007, elle signe un contrat pour un spectacle au Caesar Palace de Las Vegas : Bette Midler: The Showgirl Must Go On. 200 représentations sont prévues sur trois années, et le show, qui débute le 20 février 2008 est un retour sur sa carrière musicale.
En 2019, elle tient un rôle secondaire dans la série The Politician créé par Ryan Murphy sur Netflix, elle revient avec un rôle plus important lors de la saison 2.
En 2020, confirme sa présence dans le prochain Hocus Pocus signé Disney.

## Filmographie

### Cinéma
- 1974 : The Thorn de Peter Alexander : La Vierge Marie
- 1979 : The Rose de Mark Rydell : Rose
- 1980 : Divine Madness de Michael Ritchie : Elle-même / The Divine Miss M (également scénariste)
- 1982 : La Flambeuse de Las Vegas (Jinxed!) de Don Siegel : Bonita Friml
- 1986 : Le Clochard de Beverly Hills (Down and Out in Beverly Hills) de Paul Mazursky : Barbara Whiteman
- 1986 : Y a-t-il quelqu'un pour tuer ma femme ? (Ruthless People) de Jim Abrahams, David Zucker et Jerry Zucker : Barbara Stone
- 1987 : Une chance pas croyable (Outrageous Fortune) d'Arthur Hiller : Sandy
- 1988 : Quand les jumelles s'emmêlent (Big Business) de Jim Abrahams : Sadie Shelton / Sadie Ratliff
- 1988 : Oliver et Compagnie (Oliver & Company) de George Scribner : Georgette (voix)
- 1988 : Au fil de la vie (Beaches) de Garry Marshall : CC Bloom
- 1990 : Stella de John Erman : Stella Claire
- 1991 : Scènes de ménage dans un centre commercial (Scenes from a Mall) de Paul Mazursky : Deborah
- 1991 : For the Boys de Mark Rydell : Dixie Leonard
- 1993 : Hocus Pocus de Kenny Ortega : Winifred
- 1996 : Le Club des ex (The First Wives Club) d'Hugh Wilson : Brenda Morelli Cushman
- 1997 : C'est ça l'amour ? (That Old Feeling) de Carl Reiner : Lilly Leonard
- 1999 : Fantasia 2000 de Hendel Butoy : Elle-même
- 2000 : Qui a tué Mona ? (Drowning Mona) de Nick Gomez : Mona Dearly
- 2000 : Isn't She Great d'Andrew Bergman : Jacqueline Susann
- 2000: Ce que veulent les femmes: (VF : Elisabeth Wiener ; VQ : Anne Caron) : Dr J.M. Perkins, la psychologue
- 2004 : Et l'homme créa la femme (The Stepford Wives) de Frank Oz : Bobbie Markowitz
- 2008 : Une histoire de famille (Then She Found Me) d'Helen Hunt : Bernice Graves
- 2008 : The Women de Diane English : Leah Miller
- 2010 : Comme chiens et chats : La Revanche de Kitty Galore (Cats and Dogs : The Revenge of Kitty Galore) de Brad Peyton : Kitty Galore (voix)
- 2012 : Le Choc des générations (Parental Guidance) d'Andy Fickman : Diane Decker
- 2018 : Freak Show de Trudie Styler : Muv
- 2019 : La Famille Addams (The Addams Family) de Conrad Vernon et Greg Tiernan : Grand-mère Addams (voix)
- 2020 : The Glorias de Julie Taymor : Bella Abzug
- 2021 : La Famille Addams 2 (The Addams Family 2) de Conrad Vernon, Greg Tiernan, Laura Brousseau et Kevin Pavlovic : Grand-mère Addams (voix)
- 2022 : Hocus Pocus 2 d'Anne Fletcher : Winifred Sanderson
- 2023 : Nos soirées gâteau-bar (Sitting in Bars with Cake) de Trish Sie : Benita
- 2024 : The Fabulous Four de Jocelyn Moorhouse : Marilyn

### Télévision

#### Séries télévisées
- 1976 : Vegetable Soup : Woody, la cuillère (voix)
- 1993 : Les Simpson (The Simpson) : Elle-même (voix)
- 1995 : Seinfeld : Elle-même
- 1997 : Une nounou d'enfer (The Nanny) : Elle-même
- 1998 / 2018 : Murphy Brown : Caprice Feldman
- 2000 - 2001 : Bette : Bette
- 2019 - 2020 : The Politician : Hadassah Gold

#### Téléfilms
- 1993 : Gypsy d'Emile Ardolino : Rose Thompson Hovick
- 1999 : Jackie's Back de Robert Townsend : Elle-même

## Discographie

### Albums studio
- 1972 : The Divine Miss M
- 1973 : Bette Midler
- 1976 : Songs for the New Depression
- 1977 : Broken Blossom
- 1979 : Thighs and Whispers
- 1983 : No Frills
- 1985 : Mud Will Be Flung Tonight
- 1990 : Some People's Lives
- 1995 : Bette of Roses
- 1998 : Bathhouse Betty
- 2000 : Bette
- 2003 : Bette Midler Sings the Rosemary Clooney Songbook
- 2005 : Bette Midler Sings the Peggy Lee Songbook
- 2006 : Cool Yule
- 2014 : It's the Girls!

### Bandes originales de film
- 1979 : The Rose
- 1980 : Divine Madness
- 1988 : Beaches
- 1991 : For the Boys
- 1993 : Gypsy

En 1993, elle interprète une version réarrangée de I Put a Spell on You dans une scène du film Hocus Pocus de Kenny Ortega avec comme choristes Sarah Jessica Parker et Kathy Najimy, mais les titres entendus pendant le film ne seront pas édités dans le commerce.

### Compilations
- 1977 : Live at Last
- 1993 : Experience the Divine
- 2008 : The Best Bette

### Participations
- 1977 : Foreign Affairs de Tom Waits : I never Talk to Strangers
- 2014 : 86e cérémonie des Oscars : interprétation du titre Wind Beneath My Wings (tiré du film Au fil de la vie)
- 2019 : 91e cérémonie des Oscars : interprétation du titre The Place Where Lost Things Go (tiré du film Le Retour de Mary Poppins)

## Distinctions
- Grammy Award du meilleur nouvel artiste en 1974.
- Nomination à l'Oscar de la meilleure actrice dans un rôle principal en 1979 pour The Rose et pour For The Boys en 1992.
- Golden Globe Award : Meilleure actrice dans un film musical ou une comédie en 1980 pour The Rose.
- Grammy Award de la meilleure chanteuse pop ou de variété en 1981 pour The Rose.
- Grammy Award de la chanson de l'année en 1990 pour Wind Beneath My Wings.
- Grammy Award de la chanson de l'année en 1991 pour From a Distance.
- Golden Globe Award : Meilleure actrice dans un film musical ou une comédie en 1992 pour For the Boys.
- Golden Globe Award : Meilleure actrice dans une minisérie ou un téléfilm en 1994 pour Gypsy.
- Disney Legends
- Kennedy Center Honors 2021

## Voix françaises
- Michèle Bardollet[5] dans :
  - Une chance pas croyable
  - Oliver et Compagnie (voix)
  - Stella
  - For the Boys
  - Get Shorty
  - Le Club des ex
  - C'est ça l'amour
  - Une nounou d'enfer (série télévisée)
  - Mais qui a tué Mona ?
  - Bette (en) (série télévisée)
  - Et l'homme créa la femme
  - Comme chiens et chats : La Revanche de Kitty Galore
  - The Politician (série télévisée)
  - Nos soirées gâteau-bar

- Élisabeth Wiener dans :
  - The Rose
  - La Flambeuse de Las Vegas
  - Le Clochard de Beverly Hills
  - Y a-t-il quelqu'un pour tuer ma femme ?
  - Quand les jumelles s'emmêlent
  - Hocus Pocus : Les Trois Sorcières
  - Fantasia 2000
  - Ce que veulent les femmes
  - Hocus Pocus 2

- Micky Sébastian dans :
  - La Famille Addams (voix)
  - La Famille Addams 2 : Une virée d'enfer (voix)

Mais aussi :
- Béatrice Agenin dans Scènes de ménage dans un centre commercial
- Francine Laffineuse dans Le Choc des générations (VFB)